# Museo archeologico nazionale di Cagliari
Il Museo archeologico nazionale di Cagliari è il più importante museo archeologico della Sardegna. Situato dal 1993 all'interno del complesso museale della Cittadella dei musei, negli spazi progettati dagli architetti Piero Gazzola e Libero Cecchini.
Nelle sue vetrine sono esposti molti dei reperti più significativi della Sardegna provenienti principalmente dalle province di Cagliari e Oristano, anche se non mancano oggetti preziosi rinvenuti nelle altre province dell'isola. I materiali esposti sono datati a partire dal periodo preistorico sino all'epoca bizantina.

## Storia

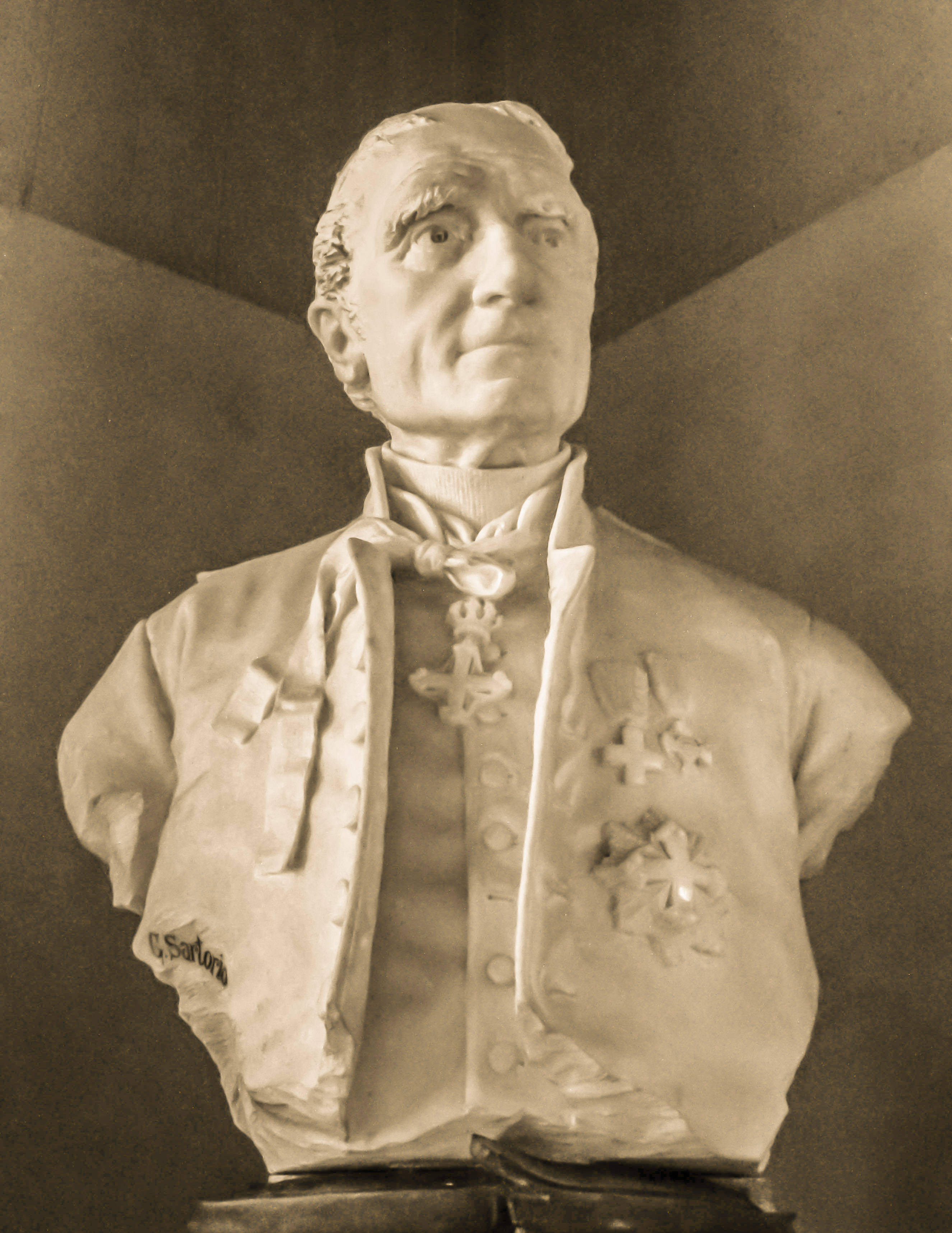
Busto di Giovanni Spano all'interno del museo

La nascita del museo archeologico di Cagliari risale al 1800, quando il Viceré Carlo Felice, accogliendo la proposta del Cavaliere Lodovico Baylle, fece allestire in una sala del palazzo Viceregio il Gabinetto di Archeologia e Storia naturale affidato alla cura del Cavaliere De Prunner, che si occupò anche dell'ampliamento della collezione. Il Museo, concepito secondo i criteri dell'epoca come wunderkammer dove collezionare oggetti di pregio senza seguire precisi intenti scientifici, grazie al grande lavoro di raccolta di Baylle e de Prunner si arricchiva di oggetti di antichità, minerali e animali, nel 1802 fu, evento straordinario per l'epoca, aperto al pubblico. Nel 1805 il Viceré donò la collezione del Gabinetto alla Regia Università di Cagliari che nel 1806 venne trasferita nella sede universitaria a palazzo Belgrano. Gli spazi iniziali dedicati ai reperti archeologici zoologici e mineralogici vennero ampliati nel 1857. Una sala venne riservata a Museo mineralogico in cui vennero inclusi i reperti archeologici divisi in due settori una di cultura materiale e l'altro di reperti lapidei, nel 1858 i reperti mineralogici vennero smembrati nelle varie sedi universitarie e agli oggetti di antichità furono dedicati nuovi spazi. 

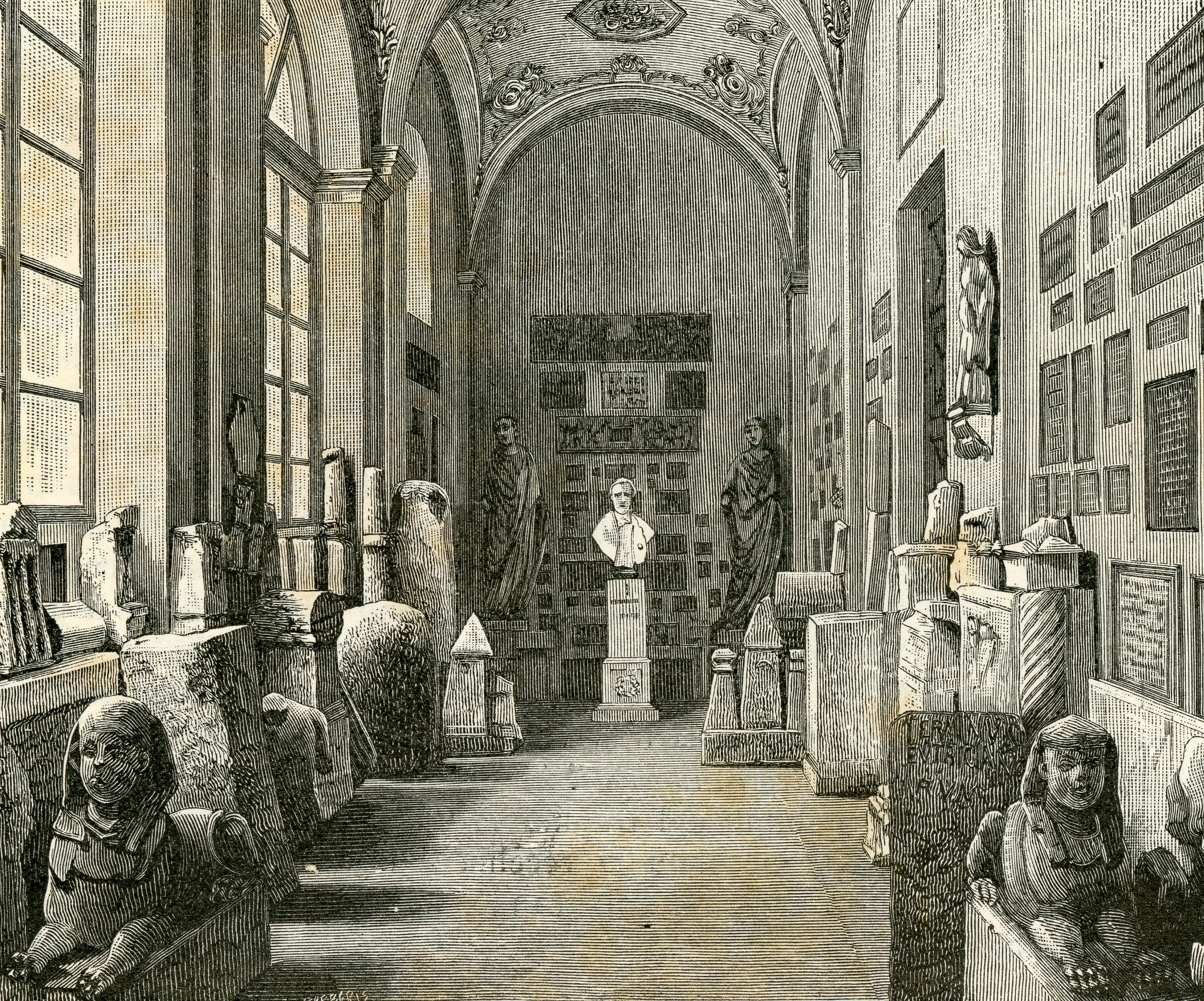
Peristilio del museo d’antichità (xilografia 1894)

Nonostante le diverse vicissitudini legate alla successione dei direttori del museo la collezione prosegue la sua espansione grazie delle numerose e importanti donazioni (prima Spano, poi Castagnino, Timon, Caput, Cara) e alle nuove campagne di scavo, per accogliere i nuovi oggetti venne creato da prima un gabinetto lapidario poi nel 1895 l'intero “Museo” venne spostato in alcune sale del Palazzo Vivanet in via Roma.
Nel 1904, l'edificio che ospitava la zecca in piazza Indipendenza venne adibito, su progetto di Dionigi Scano, a museo, e tra il 1901 e il 1931 il Soprintendente delle antichità della Sardegna, l'archeologo Antonio Taramelli, si occupò dell'allestimento. Il museo era costituito da 7 sale: Sardegna prenuragica, romana, punico-romana, galleria statuaria, medagliere, età cristiana, giardino lapidario romano, giardino lapidario medievale, ed al primo piano del palazzo delle Seziate erano esposti quadri e oggetti medievali. I reperti furono divisi per età storiche e per luogo di provenienza. Vetrine lignee a parete e bacheche al centro della sala. Nel 1914 con l'acquisizione dei 1500 reperti della collezione Gouin, in seguito l'esposizione subì diversi cambiamenti ed integrazioni con materiali provenienti da scavi.
Dal 1993 il museo, arricchitosi negli anni di numerosi nuovi reperti, si è trasferito nell'attuale sede.

## Percorso espositivo

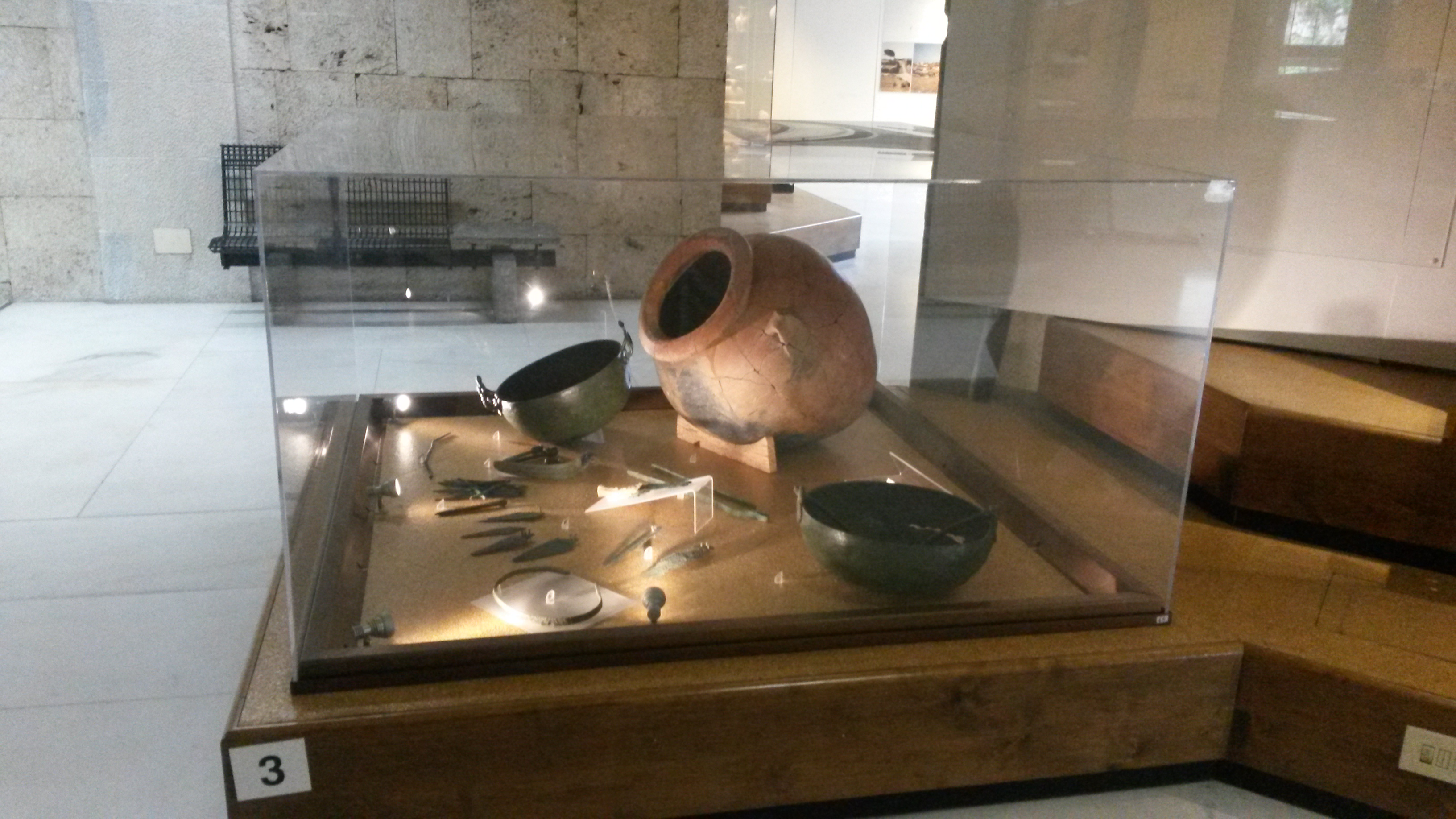
Reperti da Santa Anastasia, Sardara. Secondo Piano Espositivo

Il nuovo Museo archeologico fu concepito come articolato su quattro piani: il primo cronologico, esemplificativo delle principali culture e facies che si sono succedute in Sardegna dal Neolitico all'età bizantina.
Uno spazio importante fu dedicato alla ricostruzione del tophet di Tharros. Gli altri due piani, allestiti successivamente, illustrano topograficamente alcuni dei siti più importanti delle province di Cagliari e Oristano. Il quarto piano espositivo viene dedicato all'allestimento di mostre temporanee. Da marzo 2014 ospita la mostra "Mont'e Prama 1974-2014" dedicata alle statue di Mont'e Prama.

## Galleria d'immagini

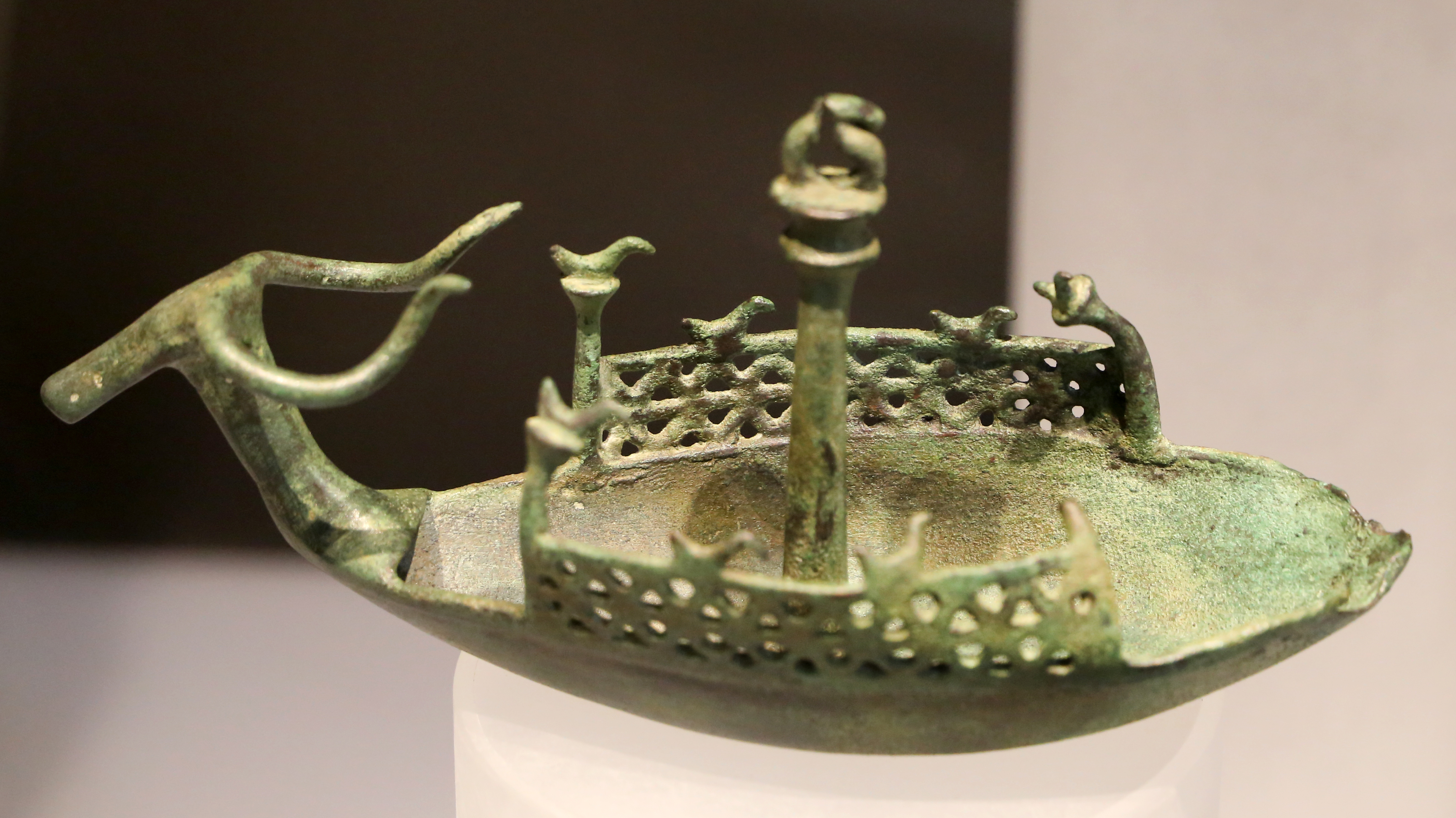
Navicella nuragica con protome di bue e anatrelle sul parapetto, da Orroli
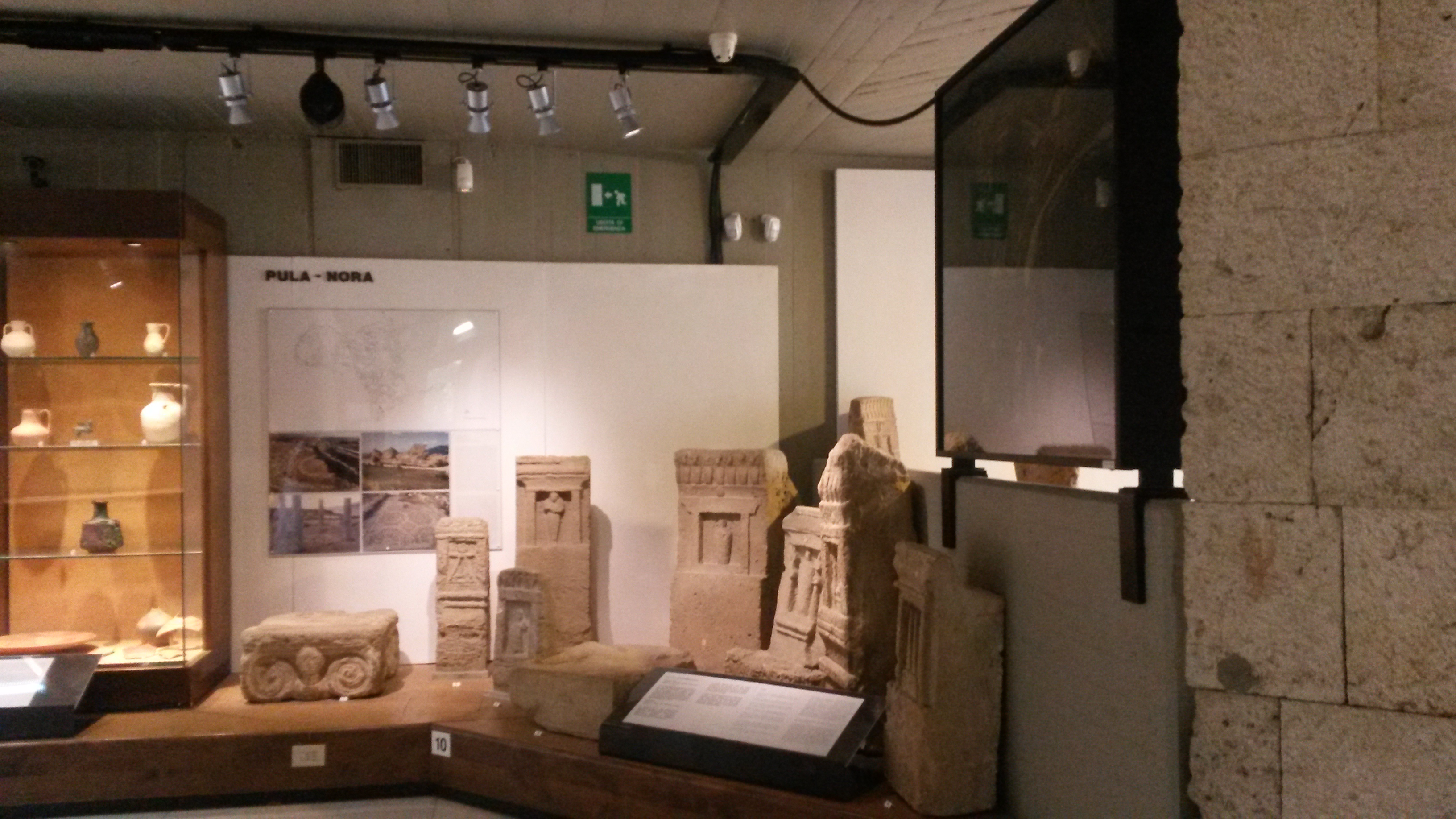
Steli da Nora
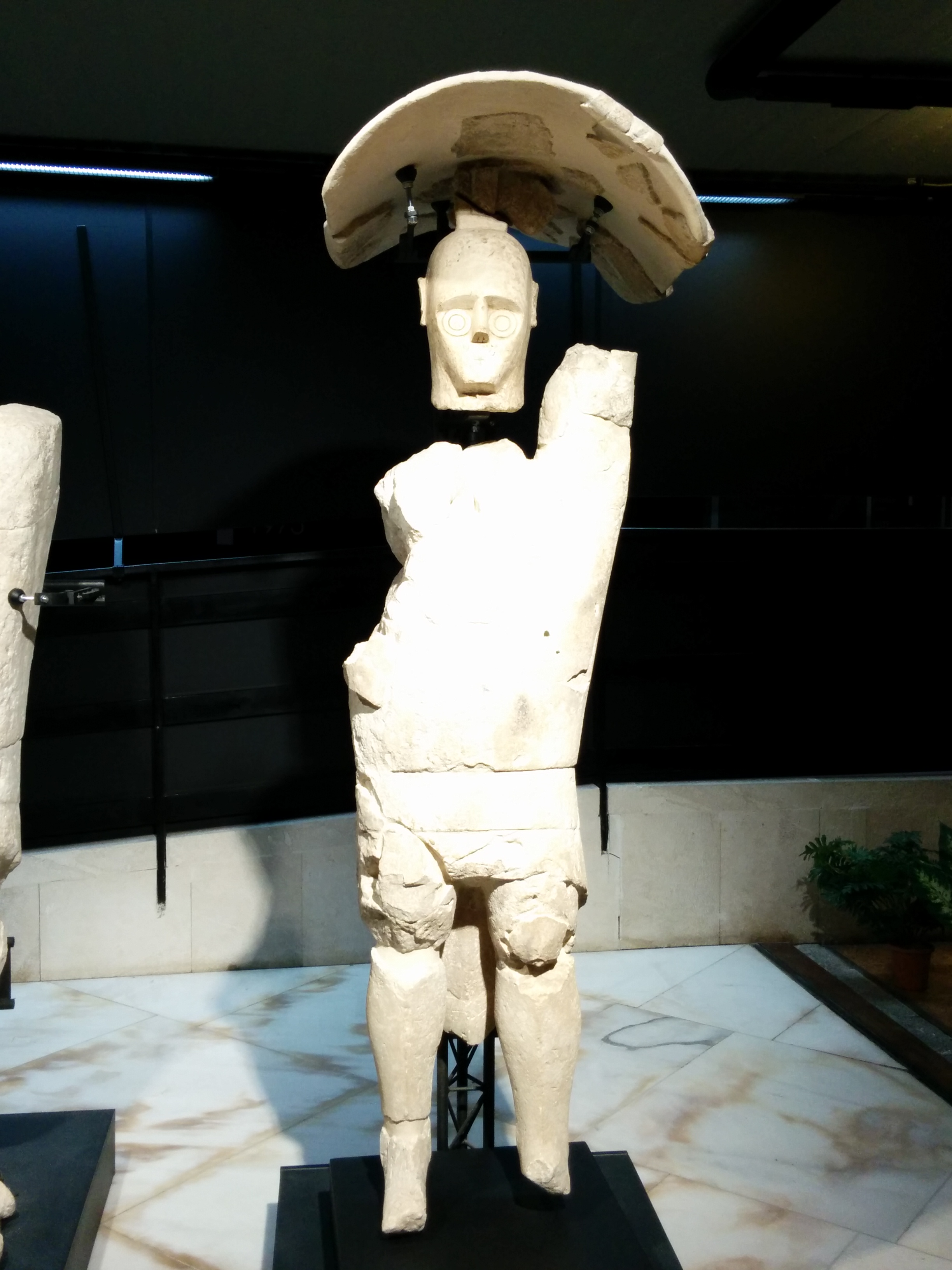
Gigante di Mont'e Prama guerriero con scudo o pugilatore
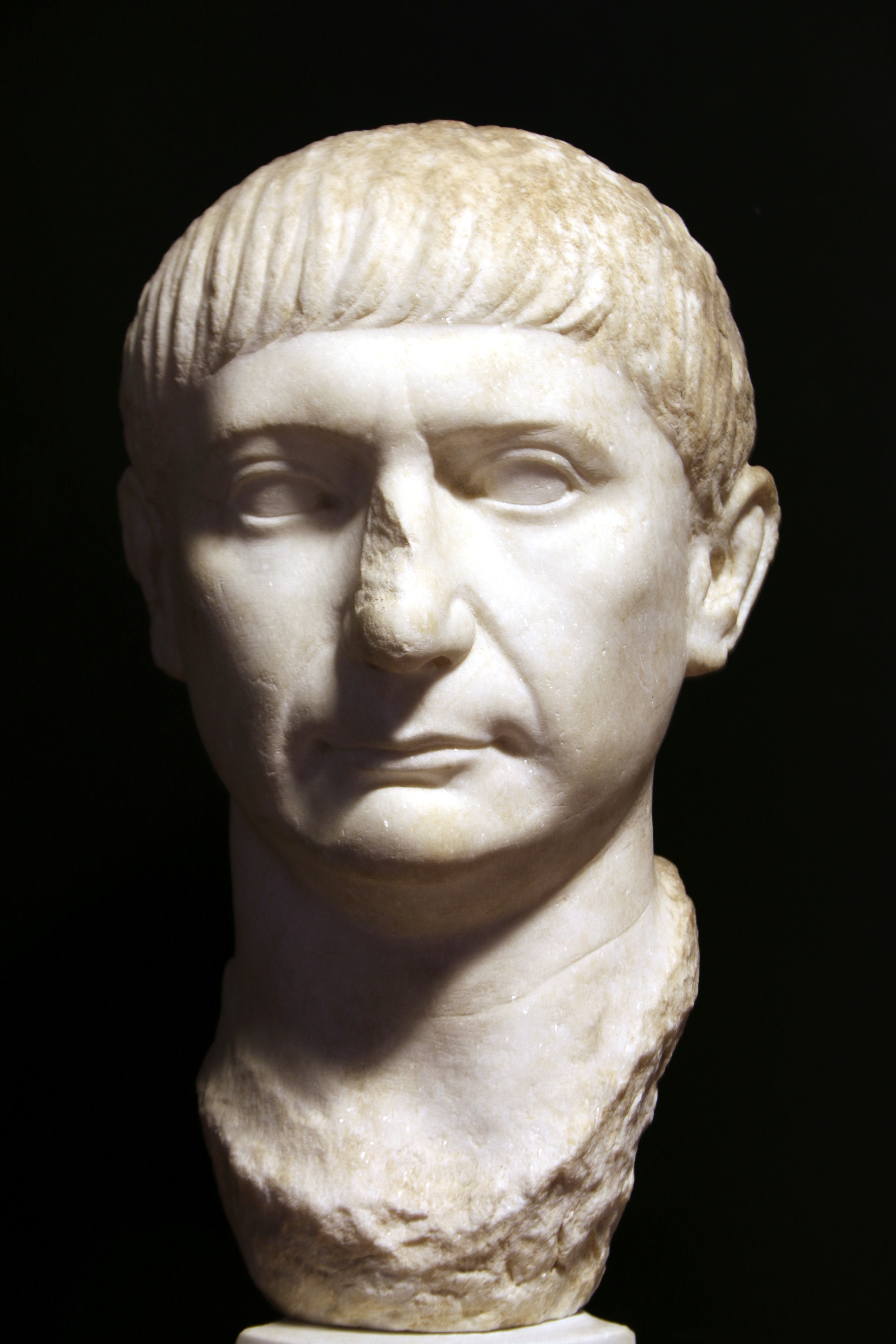
Busto di Traiano da Olbia